# Jie Ťien-ming
Jie Ťien-ming (čínsky pchin-jinem Yè Jiǎnmíng, znaky zjednodušené 叶简明, tradiční 葉簡明; * 5. června 1977[zdroj?]) je čínský podnikatel a ředitel skupiny CEFC, která od roku 2015 investovala v České republice. Od roku 2015 byl speciálním poradcem českého prezidenta Miloše Zemana „pro Čínskou lidovou republiku, pro ekonomické otázky a otázky ekonomického rozvoje“.
V únoru 2018 byl zadržen stranickými orgány, od té doby je stále omezen na svobodě a je s ním vedeno nesoudní řízení; předtím byl vyšetřován pro podezření z hospodářské kriminality.

## Život
Svoji první firmu Jie Ťien-ming založil v roce 1999, firmu CEFC pak v roce 2002.
V letech 2003 až 2005 pracoval jako zástupce generálního tajemníka Čínské asociace pro mezinárodní přátelské styky (CAIFC). Je podřízena Ústřední vojenské komisi Komunistické strany Číny. Oficiálně má propagovat čínské úspěchy v rozvoji socialismu, jde však o zpravodajskou službu vojenské komise. Jaroslav Tvrdík, který byl do května 2018 místopředsedou představenstva CEFC pro Evropu, jeho působení v CAIFC popíral.
V roce 2016 americký časopis Fortune zařadil Jie Ťien-minga na 2. místo svého seznamu „40 pod 40“, v němž je seřazeno 40 nejvlivnějších lidí světa do 40 let. V minulosti čínské zdroje uvedly, že je vnukem generála Jie Ťien-jinga, který po smrti Mao Ce-tunga významně přispěl k pádu mocenské skupiny Gang čtyř.
Vnukem generála však není; z čínských dokumentů vyplývá, že pochází z prostředí dřevařských dělníků z provincie Fu-ťien. Podle ruských zdrojů je synem převozníka.

## Zatčení
Počátkem roku 2018 začal být Jie Ťien-ming podle čínských médií vyšetřován kvůli podezření z hospodářské kriminality. V únoru 2018 byl zatčen; deník South China Morning Post s odvoláním na čtyři dobře informované zdroje uvedl, že se tak stalo na přímý pokyn generálního tajemníka a prezidenta Si Ťin-pchinga.
Poradcem prezidenta Zemana Jie Ťien-ming tehdy zůstal. Prezident v březnu 2018 uvedl, že ho odvolá, pokud bude odsouzen.